# Campodorus viduus
Campodorus viduus là một loài tò vò trong họ Ichneumonidae.